# Libreria di DNA complementare
La libreria di cDNA è una libreria composta di cloni di DNA complementare, che rappresentano il maggior numero di mRNA in un dato momento e di un dato tipo cellulare. A volte si può voler ottenere anche solo una copia dall'mRNA. 
La fase principale di questo processo comprende l'uso di trascrittasi inversa (enzima DNA polimerasi dipendente da RNA) e quest'ultima necessita della presenza di inneschi fondamentali per iniziare la sintesi. Spesso per questo tipo di processo di sintesi di cDNA, l'uso di un innesco è la fase più complessa, che viene aggirata grazie all'utilizzo della coda Poli(A) presente all'estremità 3' del mRNA e alla sequenza complementare oligo(dT), utilizzata come innesco. Dopo che l'mRNA è stato copiato, dando come prodotto un DNA a singolo filamento, si usa una ribonucleasi ottenendo pezzetti di ibridi DNA-RNA, i quali verranno utilizzati come inneschi per la sintesi del secondo filamento (nick translation).